# Carlo Simionato
Carlo Simionato (ur. 1 lipca 1961 w Rawennie) – włoski lekkoatleta specjalizujący się w krótkich biegach sprinterskich. Uczestnik letnich igrzysk olimpijskich w Los Angeles (1984).

## Sukcesy sportowe
- mistrz Włoch w biegu na 100 metrów – 1985
- dwukrotny mistrz Włoch w biegu na 200 metrów – 1982, 1985[1]
- halowy mistrz Włoch w biegu na 200 metrów – 1984[2]

| Rok  | Miasto     | Zawody                      | Konkurencja                      | Wynik                     |
| ---- | ---------- | --------------------------- | -------------------------------- | ------------------------- |
| 1979 | Bydgoszcz  | mistrzostwa Europy juniorów | sztafeta 4 × 100 m               | brązowy medal             |
| 1982 | Ateny      | mistrzostwa Europy          | sztafeta 4 × 100 m               | 4. miejsce                |
| 1983 | Helsinki   | mistrzostwa świata          | sztafeta 4 × 100 m bieg na 200 m | srebrny medal 7. miejsce  |
| 1983 | Casablanca | igrzyska śródziemnomorskie  | sztafeta 4 × 100 m bieg na 200 m | złoty medal brązowy medal |
| 1986 | Stuttgart  | mistrzostwa Europy          | sztafeta 4 × 100 m               | 5. miejsce                |
| 1991 | Ateny      | igrzyska śródziemnomorskie  | sztafeta 4 × 100 m               | złoty medal               |

## Rekordy życiowe
- bieg na 100 metrów – 10,34 – Rawenna 03/07/1985
- bieg na 200 metrów – 20,53 – Riccione 27/08/1983
- bieg na 200 metrów (hala) – 20,75 – Turyn 03/02/1985